# Joe Axelson
Pour les articles homonymes, voir Axelson.
Joe Axelson (né le 25 décembre 1927 - décédé le 31 mai 2008) est un ancien dirigeant américain de basket-ball ayant remporté le trophée de NBA Executive of the Year en 1973 alors qu'il était General Manager des Kansas City-Omaha Kings. Il participa au déménagement de la franchise originelle des Cincinnati Royals vers Kansas City-Omaha après la saison 1971-1972, puis vers son emplacement actuel à Sacramento, Californie.
Il est décédé le 31 mai 2008 dans sa maison à Coronado, Californie, à l'âge de 80 ans.